# Championnats du monde de karaté juniors et cadets 1999
Les championnats du monde de karaté juniors et cadets 1999 ont eu lieu en 1999 à Sofia, en Bulgarie. Il s'agissait de la première édition des championnats du monde de karaté juniors et cadets.

## Résultats

### Cadets

#### Kata
| Rang | Pays    | Karatéka      |
| ---- | ------- | ------------- |
| 1    | Espagne | J. Fernandez  |
| 2    | France  | J. Huynh      |
| 3    | Italie  | L. Brancaleon |

| Rang | Pays    | Karatéka     |
| ---- | ------- | ------------ |
| 1    | Japon   | Nao Morooka  |
| 2    | Espagne | R. Jimenez   |
| 3    | France  | Latifa Ditoo |

#### Kumite
| Rang | Pays     | Karatéka    |
| ---- | -------- | ----------- |
| 1    | Koweït   | N. Alajmi   |
| 2    | France   | M. Athenion |
| 3    | Bulgarie | V. Moraliev |
| 3    | Turquie  | M. Sonmez   |

| Rang | Pays      | Karatéka    |
| ---- | --------- | ----------- |
| 1    | France    | Y. Bernard  |
| 2    | Espagne   | S. Bayo     |
| 3    | Japon     | S. Kayahara |
| 3    | Venezuela | S. Sanchez  |

| Rang | Pays      | Karatéka   |
| ---- | --------- | ---------- |
| 1    | Russie    | A. Azanov  |
| 2    | Allemagne | B. Brutzki |
| 3    | France    | A. Bony    |
| 3    | Espagne   | C. Garcia  |

| Rang | Pays    | Karatéka             |
| ---- | ------- | -------------------- |
| 1    | Iran    | Jasem Modamivishkaei |
| 2    | Espagne | J. Fernandez         |
| 3    | Turquie | F. Demir             |
| 3    | France  | FÂ Lassere           |

| Rang | Pays      | Karatéka      |
| ---- | --------- | ------------- |
| 1    | Espagne   | CÂ Ibanez     |
| 2    | Allemagne | T. Lovato     |
| 3    | Koweït    | A. Al Dosaree |
| 3    | Turquie   | T Â Metin     |

| Rang | Pays       | Karatéka    |
| ---- | ---------- | ----------- |
| 1    | Japon      | T. Motomura |
| 2    | France     | A. Mesbah   |
| 3    | Angleterre | L. Borer    |
| 3    | Brésil     | R. Carvalho |

### Juniors

#### Épreuves individuelles

##### Kata
| Rang | Pays    | Karatéka       |
| ---- | ------- | -------------- |
| 1    | Japon   | Takashi Katada |
| 2    | Pérou   | Akio Tamashiro |
| 3    | Croatie | C. Novac       |

| Rang | Pays    | Karatéka     |
| ---- | ------- | ------------ |
| 1    | Espagne | A. Munoz     |
| 2    | Italie  | S. Mazzolemi |
| 3    | France  | J. Signavong |

##### Kumite

###### Kumitemasculin
| Rang | Pays     | Karatéka   |
| ---- | -------- | ---------- |
| 1    | France   | L. Debono  |
| 2    | France   | K. Pappas  |
| 3    | Bulgarie | B. Ivanov  |
| 3    | Iran     | A. Mojdeli |

| Rang | Pays      | Karatéka       |
| ---- | --------- | -------------- |
| 1    | Italie    | C. Massa       |
| 2    | Bulgarie  | N. Tsanev      |
| 3    | Allemagne | C. Cevik       |
| 3    | Iran      | F. Naderinejad |

| Rang | Pays      | Karatéka                |
| ---- | --------- | ----------------------- |
| 1    | Iran      | H. Saedi                |
| 2    | Russie    | Islamoutdin Eldarouchev |
| 3    | Japon     | A. Kameyama             |
| 3    | Slovaquie | M. Trencansky           |

| Rang | Pays               | Karatéka         |
| ---- | ------------------ | ---------------- |
| 1    | Turquie            | Y. Karamollaoglu |
| 2    | Slovaquie          | Klaudio Farmadin |
| 3    | France             | Guillaume Cossou |
| 3    | Bosnie-Herzégovine | A. Hadzic        |

| Rang | Pays        | Karatéka           |
| ---- | ----------- | ------------------ |
| 1    | Pays-Bas    | Daniël Sabanovic   |
| 2    | France      | F. Chantalou       |
| 3    | Russie      | Aleksandr Guerunov |
| 3    | Yougoslavie | M. Lazic           |

| Rang | Pays               | Karatéka       |
| ---- | ------------------ | -------------- |
| 1    | Bosnie-Herzégovine | A. Kalusic     |
| 2    | Hongrie            | I. Rozssahegyi |
| 3    | Pays-Bas           | A. Broeke      |
| 3    | Espagne            | J. Martinez    |

###### Kumiteféminin
| Rang | Pays        | Karatéka     |
| ---- | ----------- | ------------ |
| 1    | Espagne     | N. Garcia    |
| 2    | Yougoslavie | M. Otovic    |
| 3    | Finlande    | M. Lakksonen |
| 3    | Brésil      | L. Silva     |

| Rang | Pays        | Karatéka      |
| ---- | ----------- | ------------- |
| 1    | Yougoslavie | R. Lazarevic  |
| 2    | États-Unis  | E. Irish      |
| 3    | Turquie     | G. Ustaglu    |
| 3    | Espagne     | A. Villaverde |

| Rang | Pays        | Karatéka           |
| ---- | ----------- | ------------------ |
| 1    | Espagne     | Cristina Feo Gomez |
| 2    | Angleterre  | K. Lowe            |
| 3    | Yougoslavie | S. Pecovic         |
| 3    | Brésil      | A. Rozelli         |

#### Épreuves par équipes

##### Kata
| Rang | Pays    |
| ---- | ------- |
| 1    | Espagne |
| 2    | France  |
| 3    | Iran    |

| Rang | Pays    |
| ---- | ------- |
| 1    | France  |
| 2    | Espagne |
| 3    | Italie  |

##### Kumite
| Rang | Pays   | Karatékas                       |
| ---- | ------ | ------------------------------- |
| 1    | ?      |                                 |
| 2    | Italie | Giuseppe di Domenico, notamment |
| 3    | ?      |                                 |